# 367

## Evenimente
- Împăratul Valens îi atacă la nord de Dunăre pe goți trei ani consecutiv, între anii 367-369, iar în ultimul an îl înfrânge și îl pune pe fugă pe Athanaric, căpetenia thervingilor.

## Decese
- dată necunoscută: Ilarie de Poitiers  (n. 315)